# 김민석 (피겨스케이팅 선수)
김민석(Kim Min-Seok, 1993년 2월 19일 ~ )는 대한민국의 피겨 스케이팅 선수로, 2009년 전국남녀피겨스케이팅 종합선수권대회 (한국내셔널) 챔피언, 2007년 전국남녀피겨스케이팅 종합선수권대회 주니어 챔피언이다. 2009 환태평양대회 주니어부문에서 우승을 차지하기도 했다. 국제빙상연맹 공인 대회에서 트리플악셀을 뛰어 랜딩한 첫 번째 한국 선수이고 세계선수권에서 24명까지 출전 자격이 주어지는 프리스케이팅까지 진출한 사상 최초의 한국 선수다. 2015년 한국 종합선수권을 끝으로 은퇴했다.

## 기본정보
- 신장: 171cm
- 코치: 지현정
- 안무가: 김세열
- ISU 공인 최고기록
  - 쇼트프로그램: 59.80 (2010 세계 선수권)
  - 프리프로그램: 114.92 (2011 4대륙 선수권)
  - 종합개인점수: 168.59 (2011 4대륙 선수권)

## 학력
- 대전둔원초등학교
- 대전둔산중학교
- 수리고등학교 (졸업)
- 고려대학교 세종캠퍼스 (재학 중)[1]

## 스케이팅 기술
- 3A(기본점수8.5)을 포함한 3Lz, 3F, 3Lo, 3S, 3T등 트리플6종점프를 구사한다.
- 3A+2T, 3S+3Lo, 3F+2T, 3S+2Lo, 3Lz+2Lo, 2A+2T, 2A+2A+SEQ 등의 컴비네이션 혹은 시퀀스점프를 구사한다.
- ISU공인대회에서 3A을 랜딩한 첫 번째 한국 선수이자 가산점을 받은 첫 번째 한국선수이다.
- 다양한 스핀포지션을 사용하며 남자선수임에도 뛰어난 유연성을 살린 샷건스핀을 아름답게 구사한다.

## 근황
남자 피겨의 기대주 김민석(수리고등학교)은 2009년 LA에서 열린 세계선수권 쇼트프로그램에서 39위에 그쳐 출전권 획득에 실패하여 2009년 9월 말 독일에서 열리는 ‘네벨혼 트로피’ 대회에서 올림픽 티켓에 재도전 하였지만 올림픽 티켓확보에는 실패하였다.

2011년 카자흐스탄에서 열린 동계아시안게임에서 9위를 기록하였고, 4대륙대회에서는 15위를 하였다. 이후 2011년 4월에 열린 세계선수권대회에서는 쇼트에서 56.19를 기록하였으나 27위가 되면서, 프리 프로그램에 진출에 실패하였다. 고려대학교에 입학하여 현재 재학 중이다.
2012 세계선수권에선 예선에서 자신의 최고기록에 가까운 성적을 올리는 성과를 올렸으나 본선에선 2점만 더 받았어도 프리스케이팅까지 진출할 수 있었던 아쉬운 27위를 기록하였다.

## 아이스쇼 참가
2009년 5월에 페스타 온 아이스에 참가하여 갈라 프로그램을 선보였다.

## 프로그램
| 시즌      | 쇼트 프로그램 (Short Program)                             | 프리 스케이트 (Free Skate)                                                 | 갈라 프로그램 (Exhibition)                                                                     |
| --------- | --------------------------------------------------------- | -------------------------------------------------------------------------- | ---------------------------------------------------------------------------------------------- |
| 2011-2012 | 캐리비안의 해적 by 한스 치머 - 영화 '캐리비안의 해적' OST | Adios Nonino by 아스토르 피아졸라                                          |                                                                                                |
| 2010-2011 | Bolero by 사이먼 스텐데이지 - 영화 '물랑 루즈' OST        | Chess by 베뉘 안데르손, 비외른 울바에우스 - 뮤지컬 '체스' OST              | gvvvbvbtghfdghdguytryur nhjkjgkjjhghkjgjk                                                      |
| 2009-2010 | Bolero by 사이먼 스텐데이지 - 영화 '물랑 루즈' OST        | Poeta by 빈센테 아미고                                                     | Inside Out by 브라이언 애덤스                                                                  |
| 2008-2009 | X - 애니메이션 '클램프 X' OST                             | 시네마 천국 by 엔니오 모리코네 - 영화 '시네마 천국' OST                    | Maria - 웨스트 사이드 스토리Love for You by 캘빈 해리스 (Calvin Harris)Lemon Tree by 풀스 가든 |
| 2007-2008 | 춘희 (La Traviata) by 베르디                              | 캐리비안의 해적 by 클라우스 바델트, 한스 치머 - 영화 '캐리비안의 해적' OST |                                                                                                |
| 2006-2007 | 춘희 (La Traviata) by 베르디                              | Grieg's Piano Concerto In A by 막심 므라비차                               |                                                                                                |

## 주요 대회 기록
| 대회                       | 2006-2007 | 2007-2008 | 2008-2009 | 2009-2010 | 2010-2011 | 2011-2012 | 2012-2013 | 2013-2014 |
| -------------------------- | --------- | --------- | --------- | --------- | --------- | --------- | --------- | --------- |
| 세계 선수권                |           |           | 39        | 23        | 27        | 27        |           |           |
| 4대륙 선수권               |           |           | 19        | 14        | 15        | 15        | 20        |           |
| 세계 주니어 선수권         | 33        | 39        | 22        | 25        |           |           |           |           |
| 한국 선수권                | 1 J.      | 1 J.      | 1         | 1         | 2         | 3         | 5         | 4         |
| 네벨혼 트로피              |           |           |           | 20        |           | 16        |           |           |
| 동계 유니버시아드          |           |           |           |           |           |           |           | 8         |
| 동계 아시안 게임           |           |           |           |           | 9         |           |           |           |
| 아시안 트로피              |           |           | 3         |           |           | 4         | 2         |           |
| 환태평양 대회              |           |           | 1         |           |           |           |           |           |
| 주니어 그랑프리 독일       |           |           |           |           | 12        |           |           |           |
| 주니어 그랑프리 터키       |           |           |           | 11        |           |           |           |           |
| 주니어 그랑프리 크로아티아 |           |           |           | 14        |           |           |           |           |
| 주니어 그랑프리 멕시코     |           |           | 9         |           |           |           |           |           |
| 주니어 그랑프리 오스트리아 |           | 23        |           |           | 11        |           |           |           |
| 주니어 그랑프리 미국       |           | 13        |           |           |           |           |           |           |
| 주니어그랑프리 대만        | 13        |           |           |           |           |           |           |           |
| 주니어그랑프리 노르웨이    | 20        |           |           |           |           |           |           |           |
| 회장배 랭킹대회            |           |           |           | 1         | 2         | 2         | 2         | 4         |

- J = 주니어